# Hygrophila (superorde)
Hygrophila is een superorde van de slakken (Gastropoda). Deze indeling wordt niet meer door alle moderne auteurs geaccepteerd; sommige auteurs maken gebruik van een indeling in clades, in plaats van de klassieke indeling in klassen, orden enzovoort.

## Superfamilies
- Acroloxoidea Thiele, 1931
- Chilinoidea Dall, 1870
- Lymnaeoidea Rafinesque, 1815
- Planorboidea Rafinesque, 1815